# Wolf Leslau
Wolf Leslau, (in Lingua ebraica  וולף לסלאו) (Krzepice, 14 novembre 1906 – Fullerton, 18 novembre 2006), è stato un linguista polacco naturalizzato statunitense.
Fu uno studioso di lingue semitiche e uno dei più autorevoli esperti sui linguaggi semitici dell'Etiopia.

## Biografia

### Gioventù
Leslau nacque a Krzepice, una piccola cittadina nei pressi di Częstochowa, in una famiglia ebraica molto povera. Rimasto orfano all'età di 10 anni, fu allevato dal fratello ricevendo un'educazione yeshiva.
Per evitare il servizio militare nell'esercito polacco egli rinunciò alla sua cittadinanza polacca (diventando apolide) ed emigrò a Vienna, dove s'impegnò negli studi sui linguaggi semitici presso l'Università di quella città fino al 
1931. Quindi si stabilì a Parigi, studiando alla Sorbona sotto Marcel Cohen. I suoi studi comprendevano gran parte delle lingue semitiche, tra le quali l'ebraico, l'aramaico, l'accadico, il Soqotri e l'etiopico antico.

### La seconda guerra mondiale
Leslau fu arrestato dalla polizia francese e inviato in un campo di concentramento sui Pirenei, ove trascorse il freddo inverno 1939-1940 con la moglie e il figlio. Successivamente fu trasferito al Camp des Milles, un campo d'internamento vicino ad Aix-en-Provence. Nel 1942, con l'aiuto di un gruppo internazionale di soccorso, fuggi dal campo con la famiglia prima che dello stesso s'impadronissero i nazisti. Essi fuggirono negli Stati Uniti d'America e successivamente vennero naturalizzati statunitensi.
Egli si stabilì a New York e ricevette la Guggenheim Fellowship per continuare i suoi studi sulle lingue semitiche in Etiopia. Egli viaggiò attraverso il paese, registrando linguaggi etiopici in via di estinzione. Per uno di essi, la lingua gafat, Leslau riuscì a trovare solo quattro parlanti e questa si estinse poco dopo.

### Carriera negli USA e pubblicazioni
Dopo aver insegnato presso l'Asia Institute, la Nuova scuola di Ricerche sociali e per quattro anni all'Università Brandeis, egli entrò nel 1955 all'Università della California di Los Angeles (UCLA). Egli fu essenziale nel fondare il Dipartimento degli studi del Vicino Oriente e del Centro per gli studi sul Vicino Oriente.

#### Etiopia
Leslau si specializzò precedentemente sulle lingue semitiche non studiate e non registrate dell'Etiopia. Il suo primo viaggio in quella terra avvenne nel 1946 e fu finanziato dalla Guggenheim fellowship.

#### Arabia meridionale e Yemen
Nel 1950 Leslau viaggiò nell'Arabia meridionale e nello Yemen. Qui egli registrò dati sul campo, raccolti presso i beduini arabi e gli ebrei yemeniti. Nel 1951 le registrazioni furono pubblicate dalla Folkways Records come Music of South Arabia nella loro serie "etnica", FE-4221. Le registrazioni, come le note collegate di Leslau sono disponibili per un download dallo Smithsonian Folkways.

### Riconoscimenti e ritiro
Nel 1965 Leslau ricevette ad Addis Abeba il Premio Hailé Selassié per gli studi sull'Etiopia dalle mani dello stesso imperatore. Egli tenne la nomina di Professore Emerito presso l'UCLA e continuò le ricerche e gli scritti fino alla morte. Egli apprese l'uso di un PC Macintosh all'età di 80 anni.
Leslau morì centenario in un pensionato a Fullerton
nel 2006.

## Opere (elenco parziale)
- 1938: Lexique Soqotri (sudarabique moderne) avec comparaisons et explications étymologiques. Paris: Klincksieck.
- 1941: Documents tigrigna: grammaire et textes. Paris: Libraire C. Klincksieck.
- 1945: Short Grammar of Tigré. Publications of the American Oriental Society, Offprint Series, No. 18. New Haven.
- 1945: Gafat Documents: Records of a South-Ethiopic language. American Oriental series, no. 28. New Haven.
- 1950: Ethiopic Documents: Gurage. New York: Viking Fund Publications in Anthropology, no. 14.
- 1951: Falasha Anthology. Yale Judaica Series, vol. 6. New Haven & London: Yale University Press. (ISBN 0-300-03927-1)
- 1956: Étude descriptive et comparative du Gafat (éthiopien méridional). Paris: Klincksieck, xx + 277 p.
- 1958: Ethiopic and South Arabic contributions to the Hebrew lexicon. Berkeley: Univ. of California Press, 76 p.
- 1958: The verb in Harari. Berkeley: Univ. of California Press, x + 86 p.
- 1965: An Amharic Conversation Book. Wiesbaden: Harrassowitz. (ISBN 3-447-00553-X)
- 1965: Ethiopians speak. Studies in cultural background. Part 1: Harari. Near Eastern Studies, no. 7. Berkeley: University of California Press.
- 1965: An annotated bibliography of the Semitic languages of Ethiopia. The Hague: Mouton.
- 1966: Ethiopians Speak: Studies in Cultural Background. Part 2: Chaha. University of California Publication. Near Eastern Studies, no. 9, 219 p.
- 1967: Amharic Textbook. Wiesbaden: Harrassowitz. ISBN 3-447-00554-8
- 1968: Ethiopians Speak: Studies in Cultural Background. Part 3: Soddo. University of California Publications. Near Eastern Studies, vol. 11.
- 1969: Hebrew Cognates in Amharic. Wiesbaden: Harrassowitz. (ISBN 3-447-00555-6)
- 1973: English-Amharic Context Dictionary. Wiesbaden: Harrassowitz, xviii + 1503 p. (ISBN 3-447-01482-2)
- 1976: Concise Amharic Dictionary. (Reissue edition: 1996) Berkeley and Los Angeles: University of California Press. (ISBN 0-520-20501-4)
- 1979: Etymological Dictionary of Gurage (Ethiopic). 3 vols. Wiesbaden: Otto Harrassowitz. (ISBN 3-447-02041-5)
- 1981: Ethiopians Speak: Studies in Cultural Background. Part 4: Muher. Äthiopistische Forschungen, no. 11. Wiesbaden: Franz Steiner Verlag. (ISBN 3-515-03657-1)
- 1982: Gurage Folklore: Proverbs, beliefs, and riddles. Studien zur Kulturkunde, no. 63. Wiesbaden: Franz Steiner Verlag. (ISBN 3-515-03513-3)
- 1983: Ethiopians Speak: Studies in Cultural Background. Part 5: Chaha and Ennemor. Äthiopistische Forschungen, no. 16. Wiesbaden: Franz Steiner Verlag.
- 1987: Comparative dictionary of Ge‛ez (Classical Ethiopic) : Gǝ‛ǝz-English/English-Gǝ‛ǝz with an index of the Semitic roots. Wiesbaden: Harrassowitz, xlix + 813 p.
- 1988: Fifty Years of Research: Selection of articles on Semitic, Ethiopian Semitic and Cushitic. Wiesbaden: Harrassowitz, xlv + 503 p. (ISBN 3-447-02829-7)
- 1989: Concise dictionary of Gǝ‛ǝz (Classical Ethiopic). Wiesbaden: Harrassowitz, 247 p.
- 1990: Arabic Loanwords in Ethiopian Semitic. Wiesbaden: Harrassowitz. (ISBN 3-447-03000-3)
- 1992: Gurage Studies : Collected Articles. Wiesbaden: Harrassowitz, xxix + 744 p. (ISBN 3-447-03189-1)
- 1995: Reference Grammar of Amharic. Harrassowitz, Wiesbaden. (ISBN 3-447-03372-X)
- 1997: Ethiopic Documents: Argobba. Grammar and dictionary. Wiesbaden: Harrassowitz. (ISBN 3-447-03955-8)
- 1999: Zway Ethiopic Documents. Äthiopistische Forschungen, no. 51. Wiesbaden: Harrassowitz. (ISBN 3-447-04162-5)
- 2000: Introductory Grammar of Amharic. Wiesbaden: Harrassowitz, xix + 232 p. (ISBN 3-447-04271-0)
- 2001: (with Thomas L. Kane) Amharic Cultural Reader. Wiesbaden: Harrassowitz. (ISBN 3-447-04496-9)
- 2004: The Verb in Mäsqan as Compared with other Gurage Dialects. Wiesbaden: Harrassowitz. (ISBN 3-447-04905-7)

## Scritti in suo onore
- Stanislav Segert & András J. E. Bodrogligeti (eds.), Ethiopian Studies: Dedicated to Wolf Leslau on the Occasion of his seventy-fifth birthday, November 14, 1981 by friends and colleagues. Wiesbaden: Harrassowitz 1983, xii + 582 p. (ISBN 3-447-02314-7).
- Alan S. Kaye (ed.), Semitic studies in honor of Wolf Leslau on the occasion of his 85th birthday, November 14, 1991. 2 Vols. Wiesbaden: Harrasowitz 1991, lxviii. + 1719 p. (ISBN 3-447-03168-9).
- Grover Hudson (ed.), Essays on Gurage Language and Culture: Dedicated to Wolf Leslau on the Occasion of His 90th Birthday, November 14, 1996. Wiesbaden: Harrassowitz 1996, 239 p. (ISBN 3-447-03830-6).